# Boston Beer Company
Boston Beer Company (NYSE: SAM) er et amerikansk bryggeri, der er baseret i Boston, Massachusetts. Deres første ølmærke var Samuel Adams navngivet efter Founding Father Samuel Adams. I dag har de flere andre ølmærker: Twisted Tea, Angry Orchard, Truly Hard Seltzer, Coney Island Brewing, Angel City Brewery og Dogfish Head Brewery.
Boston Beer Company blev etableret i 1984 af James "Jim" Koch og Rhonda Kallman.